# Кобдиль
Кобдиль (словен. Kobdilj) — поселення в общині Комен, Регіон Обално-крашка, Словенія. Висота над рівнем моря: 276,3 м.